# Колхеті (Хобі)
Футбольний клуб «Колхеті» Хобі (груз. საფეხბურთო კლუბი კოლხეთი ხობი) — грузинський футбольний клуб з Хобі, заснований у 1936 році. Виступає у Лізі Меоре. Домашні матчі приймає на Центральному стадіоні, місткістю 12 000 глядачів.

## Досягнення
- Ліга Пірвелі
  - Срібний призер (1): 1999.